# Stadtkirche St. Marien (Weida)

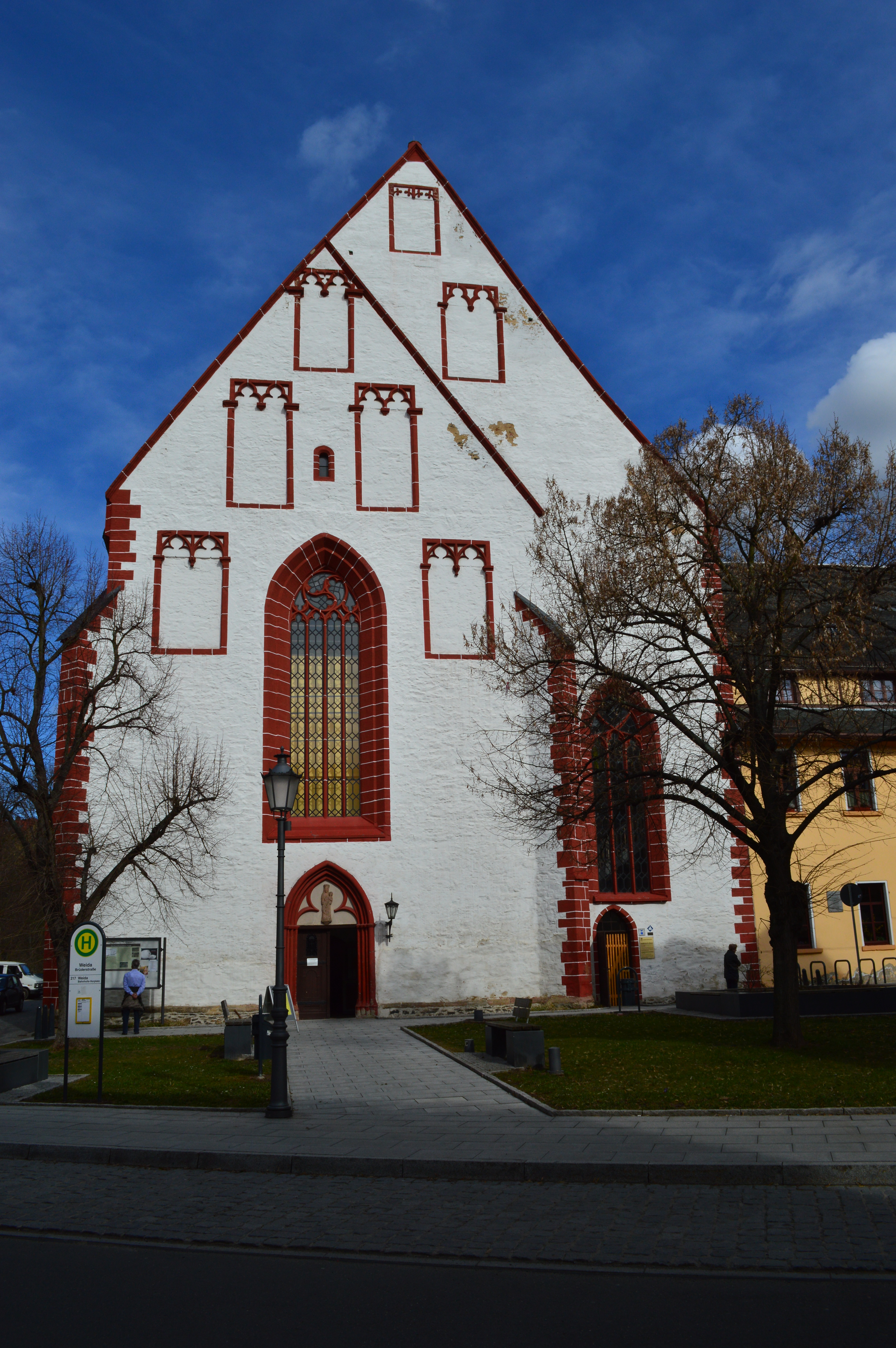
Frontansicht

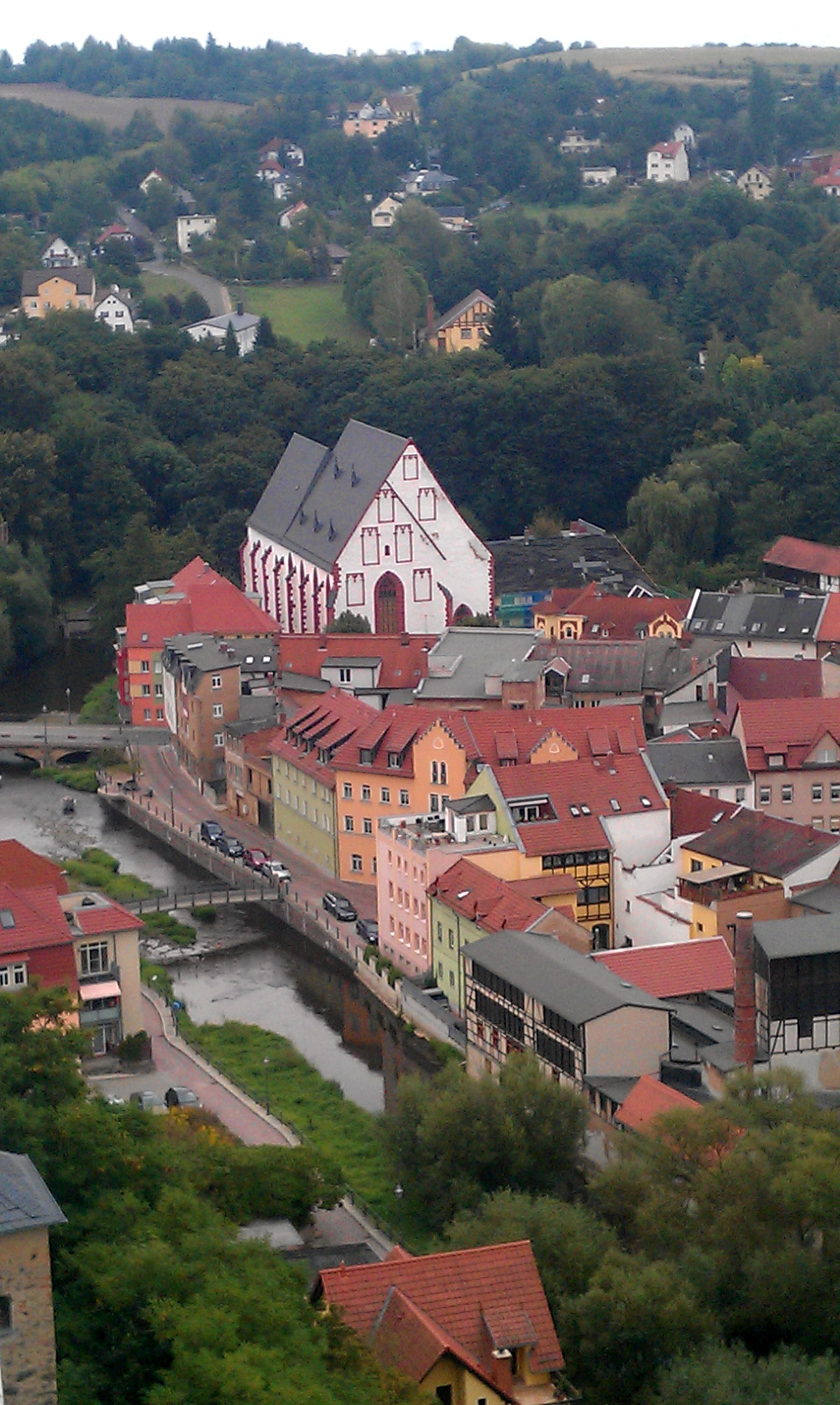
Stadtkirche vom Burgturm aus

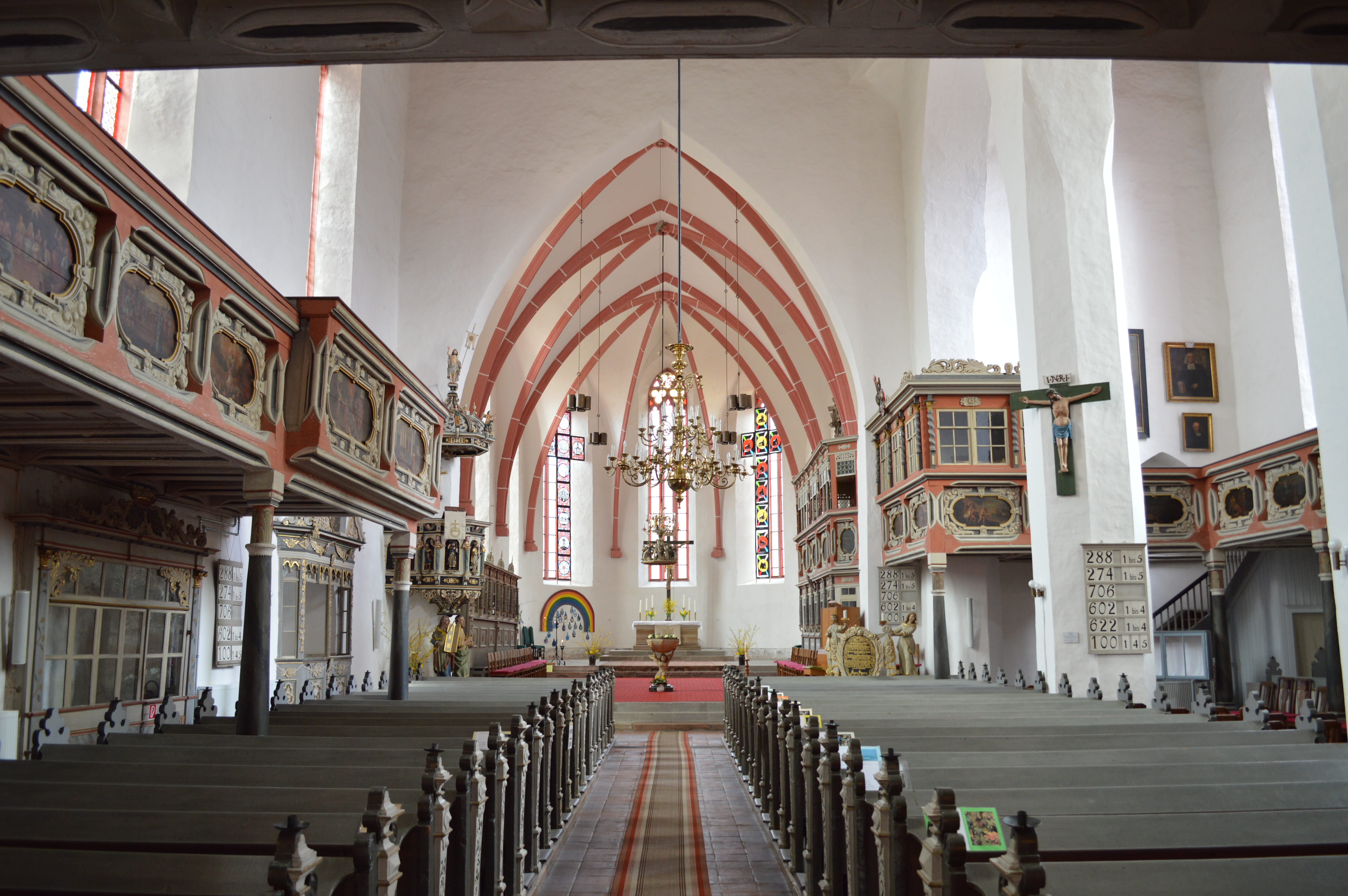
Innenraum der Kirche

Die Stadtkirche „St. Marien“ Weida ist die evangelische Stadtkirche von Weida. Sie befindet sich am gleichnamigen Fluss Weida, ist im gotischen Stil errichtet und war einst Kirche eines Franziskanerklosters.

## Geschichte
Ursprünglich hatte die Stadt zwei Stadtpfarrkirchen, entsprechend den beiden mit eigenen Rechten ausgestatteten Stadthälften Altstadt und Neustadt. Die Kirche der Altstadt war die auf der Höhe liegende Kirche St. Marien – genannt „Widenkirche“, von der heute noch der Turm und die Ruine des Kirchenschiffes stehen. Die Kirche der Neustadt trug das Patrozinium des Apostels Petrus. Sie stand in der Nähe des Marktes. Auch von ihr sind nur noch Reste und der Turm erhalten. Die fünf Glocken der Kirchgemeinde hängen auf den beiden Türmen dieser Kirchenruinen – zwei Glocken von der Widenkirche und drei vom Turm der Peterskirche.
Daneben beherbergte die Stadt zwei Klöster: ein Franziskanerkloster, das zur Sächsischen Franziskanerprovinz (Saxonia) gehörte, und ein Dominikanerinnenkloster. Mit der Einführung der Reformation und der Vereinigung der beiden Stadthälften zu einem Kirchspiel wurde die Klosterkirche der Franziskaner in den Rang der Stadtpfarrkirche erhoben.
Die Brüder des 1210 gegründeten Franziskanerordens und ihre Kapelle in Weida werden erstmals 1267 urkundlich erwähnt. Das Kloster wurde bereits 1250 gegründet und vermutlich von den Vögten von Weida gestiftet. 1345 und 1353 fand das Provinzkapitel der Saxonia in Weida statt; die Konventsgebäude müssen dafür eine gewisse Größe gehabt haben. 1350 begannen die Franziskaner damit, die Kapelle Unserer Lieben Frau zu einer Klosterkirche umzubauen. Sie bauten ihre Kirchen im Stil einer Bettelordenskirche, mit einem Dachreiter anstelle eines Kirchturms, wie es auf einem alten Stich zu sehen ist. Um 1450 wurde die Kirche um ein Seitenschiff erweitert.
1493 übernahm der Konvent in Weida wie zahlreiche andere Klöster der Franziskanerprovinz Saxonia die Martinianischen Konstitutionen, eine gemäßigte Form der Observanzbewegung im Orden mit einer strengeren Auslegung des Armutsgelübdes, die auf einen Vermittlungsversuch des Papstes Martin V. 1430 zurückging. Zuvor hatte ab 1489 der Provinzialminister der Saxonia auf päpstliche Anordnung hin die Reform der Klöster in Altenburg und Weida eingeleitet. Das Kloster wurde in Folge der Reformation aufgelöst, als 1524 der Pfarrer Johannes Gülden im Sinne Martin Luthers zu predigen begann. 1526 wurde die Franziskanerkirche zur protestantischen Stadtkirche. Im Juni 1527 visitierte der Reformator Philipp Melanchthon die Kirche. Luther predigte am 8. Oktober 1530 selbst in Weida. 1529 wurde im Speisesaal des Klosters eine Lateinschule eingerichtet, 1531 wurden die Franziskaner aus Weida vertrieben.
Am 9. August 1633 überfiel das Adelhofische Reiterregiment der Holkschen Armee Weida und brannte die Osterburg und die Stadt bis auf wenige Häuser nieder, darunter auch die Stadtkirche. Von 1644 bis 1650 wurde der Wiederaufbau unter Leitung des Superintendenten Johannes Francke vorangetrieben. Kanzel, Taufstein (beide mit Schnitzfiguren reich verziert), Altarkruzifix, Kassettendecke, Emporen und Bürgerstände der Stadtkirche gehen auf diese Zeit zurück. 1704 schuf der Maler Paul Läber an den Emporen 54 Bilder nach Motiven aus der Bibel. 1934 wurde das Gewölbe über dem Chorraum wiederhergestellt. Das wertvollste Kunstwerk der Stadtkirche ist ein Fresko mit dem Tod der Maria, es war ursprünglich Teil eines Marienzyklus in der Widenkirche.

## Orgel

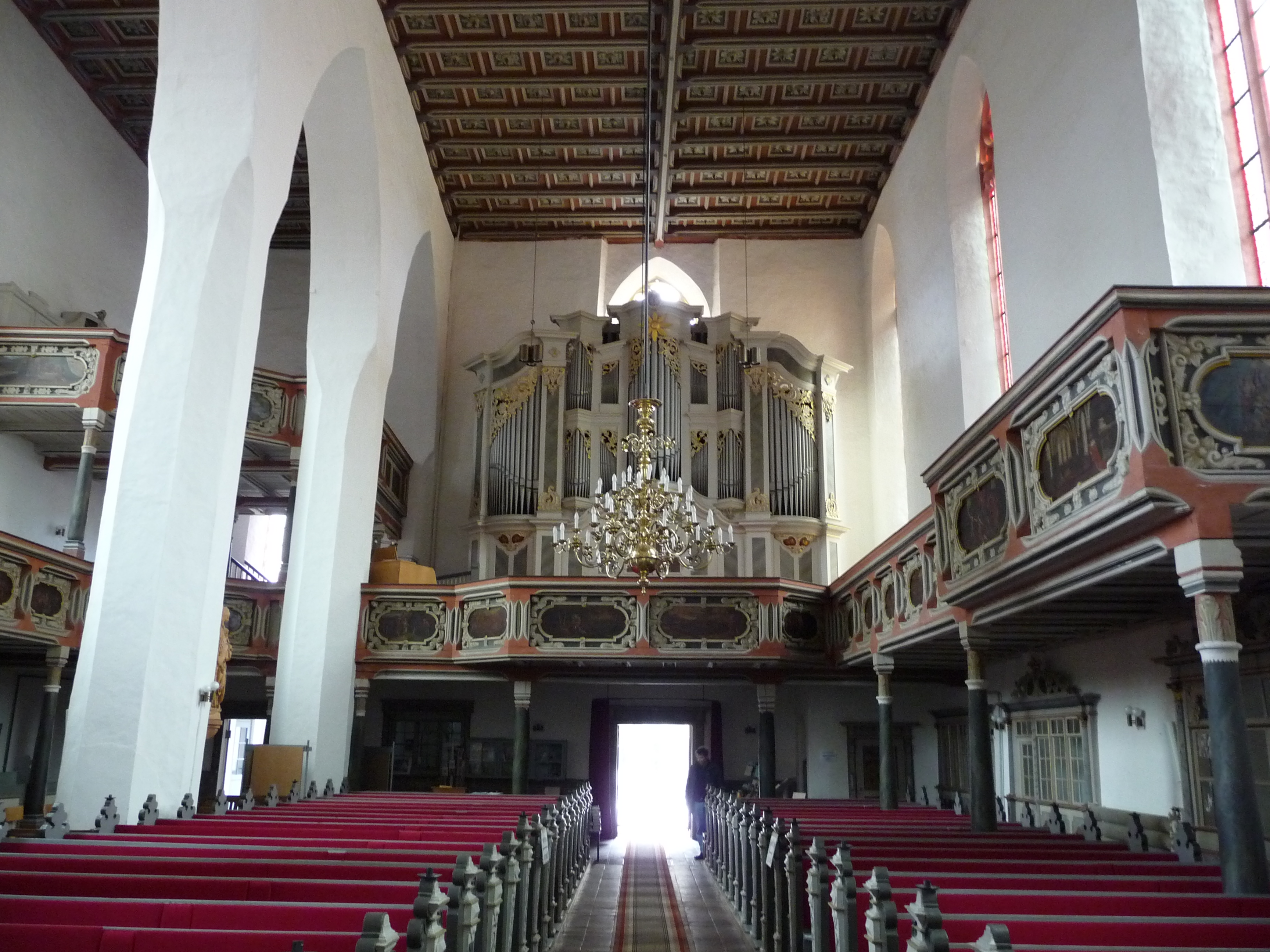
Empore mit Orgel

Die Orgel, deren Prospekt 1762 Orgelbauer Johann Georg Molau aus Großbrembach bei Weimar baute, schuf 1934 die Orgel-Firma Walcker. Das Instrument hat 61 Register auf drei Manualen und Pedal. Restauriert wurde sie 1988 vom Vorgänger-Unternehmen der Firma Vogtländischer Orgelbau Thomas Wolf. Die Disposition lautet wie folgt:
| I Positiv C–     |       |  |
| Gemshorn         | 8′    |  |
| Lieblich Gedackt | 8′    |  |
| Hellflöte        | 8′    |  |
| Ital. Prinzipal  | 4′    |  |
| Ged. Flöte       | 4′    |  |
| Schweizerpfeife  | 2′    |  |
| Kleinquinte      | 1 ⁄3′ |  |
| Blockflöte       | 1′    |  |
| Cymbel III       |       |  |
| Schalmei         | 8′    |  |

| II Hauptwerk C– |                |  |
| Prinzipal       | 8′             |  |
| Flöte           | 8′             |  |
| Dulciana        | 8′             |  |
| Nachthorn       | 8′             |  |
| Prinzipal       | 4′             |  |
| Russisch Horn   | 4′             |  |
| Quinte          | 2 ⁄3′          |  |
| Octave          | 2′             |  |
| Terzian II      | 1 3⁄5′ + 1 ⁄3′ |  |
| Mixtur V        |                |  |
| Trompete        | 8′             |  |

| III Schwellwerk C– |        |  |
| Nachthorn          | 16′    |  |
| Prinzipal          | 8′     |  |
| Quintadena         | 8′     |  |
| Rohrflöte          | 8′     |  |
| Salicional         | 8′     |  |
| Undamaris          | 8′     |  |
| Oktave             | 4′     |  |
| Rohrflöte          | 4′     |  |
| Nasal              | 2 ⁄3′  |  |
| Nachthorn          | 2′     |  |
| Terz               | 1 3⁄5′ |  |
| Sesquialtera II    |        |  |
| Scharf III–IV      |        |  |
| Dulciana           | 16′    |  |
| Krummhorn          | 8′     |  |
| Zimbelstern        |        |  |
| Tremulant          |        |  |

| Pedal C–    |     |  |
| Prinzipal   | 16′ |  |
| Subbass     | 16′ |  |
| Zartbass    | 16′ |  |
| Oktavbass   | 8′  |  |
| Ged. Bass   | 8′  |  |
| Choralbass  | 4′  |  |
| Nachthorn   | 2′  |  |
| Mixtur IV   |     |  |
| Posaune     | 16′ |  |
| Dulcianbass | 16′ |  |
| Krummhorn   | 8′  |  |

- Koppeln: I/II, III/II, I/P, II/P, III/P
  - Superoktav I, Superoktav I/II, Superoktav III, Superoktav III/I, Suboktav III/II, Superoktav III/II
  - als Wippschalter und Pistons
- Nebenregister: Termulant
- Spielhilfen: freie Kombination I–IV, Pedalkombination I+II, Crescendowalze, Schwelltritt (III)

## Weidaer Flutbibel
Am 6. und 7. August 1661 führte der Fluss Weida nach anhaltenden Regenfällen so starkes Hochwasser, dass die Katschbrücke in der Altstadt und einige Häuser fortgerissen wurden. Dieses Schwemmholz legte sich vor die steinerne Kirchbrücke (Verbindung von Alt- und Neustadt) und staute den Fluss derart an, dass dieser über die Ufer trat und sich seinen Weg durch die Altstadt und die Stadtkirche bahnte. Der Chronist berichtet: „Der Fluss war so angeschwollen, dass er nach Aufstoßen der Kirchentür vier Ellen hoch (ca. 2,25 m) den weiten Raum ausfüllte, die Bibel vom Epistelstuhl (Lesepult) in Kot und Schlamm geworfen, ihre Sammetbünde ganz verderbet und auch das Chor durchzubrechen drohte“. Die Altarbibel wurde vom Wasser davongetragen, Tage später am Wehr des Klosters Mildenfurth wiedergefunden und in Gera restauriert. Seit jenen Ereignissen wird sie „Weidaer Flutbibel“ genannt.

## Gegenwart
Die Stadtkirche wurde in das Städtebauförderungsprogramm des Landesamtes für Denkmalschutz aufgenommen und wird seitdem saniert. Es finden regelmäßig musikalische Veranstaltungen, Gottesdienste und kirchliche Treffen statt. In den Nebengebäuden sind Treffpunkte für Menschen mit Behinderungen und soziale Dienste zu finden.